# Suzie Washington
Suzie Washington ist ein österreichischer Film von Florian Flicker aus dem Jahr 1997.

## Handlung
Eine Ausländerin ist auf der Flucht durch Österreich. Nana Iaschwili (Birgit Doll), Bürgerin der ehemaligen Sowjetunion, landet auf dem Wiener Flughafen. Ihr eigentliches Reiseziel sind die Vereinigten Staaten, doch wird ihr der Weiterflug verweigert, denn ihr Visum für Amerika ist gefälscht. Nana wird verhaftet. Noch bevor sie in ihre Heimat abgeschoben werden kann, gelingt ihr die Flucht. Als vermeintliche Touristin reist sie fünf Tage lang illegal durch Österreich, wechselt Begleiter, Transportmittel und Aufenthaltsorte. Auf ihrer Flucht kommt ihr unter anderem ein schüchterner Sommerfrischler (August Zirner) zu Hilfe. Als Nanas Fahndungsfoto veröffentlicht wird und sie durch eine Unaufmerksamkeit Gepäck und Geld verliert, will Nana in Deutschland untertauchen. In Gesellschaft eines flüchtigen Bankräubers (Karl Ferdinand Kratzl) gelangt sie an die grüne Grenze, Niemandsland zwischen Österreich und Deutschland. Der illegale Grenzübertritt scheitert und Nana findet Unterschlupf bei einem Hüttenwirt (Wolfram Berger), der sie gerne bei sich behielte. Doch Nana hat andere Pläne. Sie entwendet den Pass einer ebenfalls in der Hütte nächtigenden Französin. Der Hüttenwirt wusste jedoch bereits, dass Nana in Österreich polizeilich gesucht wird und vereitelt diese Aktion. Dennoch schafft sie es mit Umwegen, nach Deutschland zu gelangen und sie tritt von dort eine Flugreise an, die vermutlich zu ihrem Onkel nach Amerika führt.

## Produktion
Der Film ist eine Produktion der Wiener Filmproduktionsfirma Allegro Film, gedreht wurde in Niederösterreich, Oberösterreich, Steiermark und am Flughafen Schwechat im Sommer 1997.
Der Film erhielt Förderungen vom Österreichischen Filminstitut, Filmfonds Wien, ORF, dem Land Salzburg (Kultur) und der Stadt Salzburg.

## Auszeichnungen
- Großer Diagonale-Preis/Bester österreichischer Kinofilm 97/98
- Fort Lauderdale 98 – „Best Actress Award“ für Birgit Doll
- Saarbrücken 98 „Femina Prize 98“ – Bester Schnitt
- Filmfestival Max Ophüls Preis, Femina-Filmpreis für Monika Willi (Montage)